# Welltris
Welltris är ett datorspel av genren pusselspel av speldesignern och matematikern Aleksej Pazjitnov med assistans av Andrei Sgenov. Spelet var den första uppföljaren till Aleksej Pazjitnov debutspel Tetris. Det släpptes först 1989 till DOS men portades senare till andra plattformar.
Den stora skillnaden mellan Tetris och Welltris är att spelplanen i det senare spelet är tredimensionell medan bitarna är tvådimensionella. Målet med spelet är mycket likt det i Tetris. Man ser planen ovanifrån med fyra väggar runt en kvadrat i botten. Bitarna faller längs med väggarna mot botten och landar på motsatt sida i förhållande till varifrån de kom. Om man bildar antingen en lodrät eller vågrät rad i kvadraten försvinner raden. Om man placerar bitarna utanför kvadraten så att de ligger "på" en av väggarna låses den väggen i några sekunder. Om alla fyra väggarna är låsta förlorar man. I likhet med Tetris får man fler poäng om man tar bort flera rader med en bit.